# عبد الرحمن حاجي أحمدي
عبد الرحمن حاجي أحمدي (بالفارسية: عبدالرحمن حاجی‌احمدی) يعرف أيضًا باسم حاجي أحمدي هو زعيم كردي إيراني. قاد مجموعة مسلحة تسمى حزب الحياة الحرة الكردستاني، وهي جماعة تقاتل الحكومة الإيرانية من أجل إنشاء منطقة كردية تتمتع بالحكم الذاتي داخل إيران.
عاش أحمدي لاحقًا في المنفى في كولونيا الألمانية حيث زُعم أنه قاد المنظمة من هناك. تم تصنيف حزب الحياة كمنظمة إرهابية من قبل الولايات المتحدة وإيران وتركيا، بينما دحض هذا التصنيف ورُفض من قبل روسيا والأمم المتحدة والاتحاد الأوروبي والعديد من الدول الأخرى. في صيف 2007 زار أحمدي واشنطن، وطبقًا لحكومة الولايات المتحدة الأمريكية لم يلتق بأي مسؤول.
في مارس 2010 تم اعتقال أحمدي في مقر إقامته في ألمانيا من قبل السلطات الألمانية، لكن تم إطلاق سراحه بعد ذلك بوقت قصير. لم تقدم الحكومة الألمانية أي تفاصيل بشأن سبب اعتقاله أو إطلاق سراحه. قبل إطلاق سراحه طلبت الحكومة الإيرانية من ألمانيا تسليم حاجي أحمدي إلى إيران. رفضت ألمانيا هذا الطلب على أساس أن حاجي أحمدي مواطن ألماني. رداً على ذلك قال المتحدث باسم وزارة الخارجية الإيرانية "رامين مهمانبرست" في مؤتمر صحفي في طهران إن قرار إطلاق سراح الحاج أحمدي يرقى إلى «دعم الإرهاب عمليا» وأن «أوروبا أصبحت ملاذاً للإرهابيين».